# بيركهولدرية قرينة
بيركهولدرية قرينة (الاسم العلمي: Burkholderia symbiotica) هي نوع من البكتيريا، سلبية الغرام، تتبع جنس البيركهولدرية.